# شریل (خواننده)
شریل اَن توویدی (به انگلیسی: Cheryl Ann Tweedy) (زادهٔ ۳۰ ژوئیه ۱۹۸۳) خواننده و ترانه‌سرای انگلیسی است. او بیشتر به‌عنوان یکی از اعضای گروه دخترانه گرلز الاود شهرت دارد. شریل همچنین به‌خاطر داوری در مسابقات ایکس فاکتور انگلستان و ایکس فاکتور آمریکا شناخته شده است. او از سال ۲۰۰۴ تا ۲۰۱۰ همسر اشلی کول بازیکن تیم فوتبال چلسی و تیم ملی فوتبال انگلستان بود.او در فیلم چهار بچه و اون بازی کرده است.

## فعالیت و زندگی
شهرت شریل از سال ۲۰۰۲ آغاز شد، جایی که به همراه گروه گرلز الاود در برنامه استعدادیابی ستارگان پاپ شرکت کرد و برنده آن مسابقات شد. آن‌ها یکی از معدود گروه‌هایی بودند که بعد از برنده شدن در مسابقات به موفقیت خود به‌طور چشم‌گیری ادامه دادند و تا سال ۲۰۰۹، ۲۵ میلیون یورو درآمد داشتند. شریل به لطف حضور در گرلز الاود عناوین و افتخارات زیادی کسب کرد؛ از جمله ۴ دوره بهترین خواننده بریتانیا، ۲ دوره برنده بهترین آلبوم موسیقی بریتانیا، ۵ بار کاندیدای جوایز بریت (در سال ۲۰۰۹ جایزهٔ بریت را به خاطر خواندن ترانهٔ قول کسب کردند) و ۲۰ بار قرار گرفتن در بین ۱۰ خواننده برتر بریتانیا. در سال ۲۰۰۸ شریل در سری پنجم برنامه استعدادیابی ایکس فاکتور به عنوان داور به جای شارون آزبورن ظاهر شد و به همراه یارش، الکساندرا برک، برندهٔ مسابقه شد. همچنین یک سال بعد شریل توانست جو مک‌الدری را برنده مسابقات کند و برای دومین سال پیاپی سایمون کاول را مغلوب سازد.
او در سال ۲۰۰۹ این شایعه را که گفته می‌شد شریل داوری این مسابقات را به دلیل تمرکز بیشتر بر روی زندگی‌اش کنار خواهد گذاشت، تکذیب کرد و گفت دوست دارد برای سومین سال پیاپی برنده شود. با این وجود او این بار نتوانست برنده شود و مقام دوم را به دست آورد.
اولین آهنگ اختصاصی او به نام برای این عشق بجنگ از آلبوم ۳ کلمه در سال ۲۰۰۹ توانست رتبهٔ یک را در جدول پرفروش‌ترین‌های بریتانیا و ایرلند کسب کند. همچنین خود آلبوم هم در بریتانیا پرفروش‌ترین آلبوم سال شد.
شریل در نوشتن کتاب رویاهایی که می‌درخشند-داستان ما (۲۰۰۸) که خودزندگی‌نامه‌ی او و همکارانش در گرلز الاود بود شرکت کرد.
شریل در نیوکاسل به دنیا آمده است؛ و در مکانی بین Heaton و Byker در نیوکاسل زندگی می‌کرده است.
او یکی از ۵ فرزند خانواده است، او یک برادر کوچک‌تر به نام‌گری و دو برادر ناتنی به نام‌های اندرو و جوزف و یک خواهر ناتنی به نام جیلیان دارد
او از همان کودکی علاقه زیدی به رقص داشت و در سن ۹ سالگی به کلاس‌های تابستانی Royal Ballet پیوست.
علاوه بر رقاصی، شریل جوایز بسیار زیادی در زمینه‌های مدل و مد و مسابقات «خوشحال‌ترین چهره»، «زیباترین دختر نیوکاسل»، «جذاب‌ترین دختر» و بسیاری دیگر از برنامه‌های کودکان را کسب کرد.
کار او در همان دوران کودکی به تبلیغ‌های تلویزیونی کشیده شد و به همراه برادر خود یعنی‌گری در دو تبلیغ تلویزیونی برای SCS Advert و Eldon Square Christmas شرکت کرد. او همچنین در برنامه‌های تلویزیونی بسیار متعددی به عنوان رقاص ایفای نقش کرد.
شریل در سال ۲۰۰۲ Audition، خود در برنامه Popstars: The Rivals را اجرا کرد _ هر برنامه استعدادیابی مرحله‌ای به نام Audition دارد که اولین مرحله است و رد شدن از این مرحله به منزله وارد شدن به مراحل اصلی مسابقه است_ او آهنگ Have You Ever که کاری از S Club۷’s را اجرا کرد.
در ادامه شریل به Nadine Coyle و Sarah Harding و Nicola Roberts و Kimberley Walsh پیوست تا گروه جدیدی به نام Girls Aloud را به وجود آوردند.
یکی از اولین آهنگ‌های آن‌ها به نام Sound Of Underground در نمودارهای بریتانیا مقام اول را کسب کرد اما این تنها ارزش این اثر نبود بلکه این آهنگ در سال ۲۰۰۲ به عنوان Christmas Number One هم رسید که بسیار با ارزش است!
Girls Aloud دارای یک رکورد جهانی در زمینهٔ موسیقی هم هست و آن هم این است که رکورددار سریع‌ترین موفقیت از لحظهٔ ساخت تا کسب مقام می‌باشد.
اما این تنها آهنگی نبود که Number One بریتانیا شد بلکه آهنگ‌های I’ll Stand By You و Walk This Way و The Promiseهم به همین عنوان رسیدند!
البته The Promise در Brit Awards ۲۰۰۹ هم برنده شد. اما اصل موفقیت آن‌ها در آلبومی به نام “The Sound Of Girls Aloud” و آلبوم دیگری به نام “Out Of Control” بود که در رده‌بندی آلبوم‌های بریتانیا مقام اول را به‌دست آورد که بیش از یک میلیون نسخه از آن فروش رفت!
+البته این گروه در حال حاضر فعالیت ندارد اما گفته‌های بسیار زیادی وجود دارد که در سال ۲۰۱۰ در یک استودیو جدید مجدد کار خود را آغاز می‌کنند!
سریال مستندی دربارهٔ این گروه و داستان‌های به وجود آمده ساخته شد که بعد از آن شریل پا بر عرصه موسیقی جدا از گروه Girls Aloud گذاشت…
اولین کار او آهنگی بود به نام Heart Breaker که با هم آوازی will.i.am انجام شد که کار بسیار موفقی بود و همان باعث شد گروه‌ها و خوانندگان زیادی مانند Snow Patrol هم از شریل درخواست کنند و با او هم آوازی‌هایی رو انجام دهند.
در آوریل ۲۰۰۹ خبر کار شریل به صورت انفرادی در عرصه موسیقی شدت گرفت و در نهایت در ۲۶ اکتبر ۲۰۰۹ اولین آلبوم اختصاصی خودش به نام ۳ words را عرضه کرد و مطابق انتظار موفقیت بسیار زیادی داشت و دو هفته پیاپی مقام اول را در رده‌بندی آلبوم‌های بریتانیا را به‌دست آورد؛ و در ۶ نوامبر ۲۰۰۹، British Phonographic Industry (BPI) مدرک پلاتینیوم را به این آلبوم داد که هر خواننده‌ای آرزوی داشتن آلبومی با این مدرک را دارد! اما این پایان درخشش شریل نبود و بعد از این آلبوم کار دیگری به نام Fight For This Love _که یک تک‌آهنگ بود_ را اجرا کرد که افتخارات زیادی از جمله سریع‌ترین فروش در سال ۲۰۰۹ را کسب کرد همچنین در رده‌بندی بریتانیا و هم رده‌بندی ایرلند مقام اول را به‌دست آورد و در سال ۲۰۰۹ این آهنگ را به صورت زنده در برنامه The X Factor هم اجرا کرد.
اما یکی از خوشحال‌کننده‌ترین خبرها برای شریل این بود که در پایان سال ۲۰۰۹ کانال ITV از او خواست برتامه اختصاصی خودش با نام Cheryl Cole’s Night In را اجرا کند.
شریل می‌گوید: هیچ چیزی از این برایم خوشحال‌کننده تر نبود که ازم خواسته شود در پایان سال برنامه اختصاصی خودم را اجرا کنم!
او در این برنامه که در استودیو ITV بود از صمیمی‌ترین دوستانش مانند Rihanna , Will Young , Snow Patrol , will.i.am هم دعوت کرد ضمن اینکه خود او هم سه اجرا در این برنامه داشت.
اما اگر بخواهیم به قضیهٔ زندگی شخصی او با اشلی کول بپردازیم قضیه یک مقدار فرق می‌کند و شاید بتوان گفت شریل که در عرصه‌های دیگر بسیار موفق بوده است در این قضیه خیلی موفق نبوده است:
شریل دیدار خود با اشلی را در سال ۲۰۰۴ آغاز کرد و گفته می‌شود بعد از اینکه اشلی در ژوئن ۲۰۰۵ در دبی از او تقاضای ازدواج کرد آن‌ها نامزد کردند.
این زوج مراسم ازدواج خود را در Barnet در شمال غرب لندن و در ۱۵ ژوئیه ۲۰۰۶ برگزار کردند.
آن‌ها یک قرارداد اختصاصی با OK! بستند که گفته می‌شود برای عروسی آن‌ها عکس‌هایی با ارزش ۱ میلیون دلار گرفته شده است.
اما همه چیز به نظر ایدئال می‌رسید و همه برای شریل خوشحال بودند زیرا او را مستحق یک ازدواج با شکوه با یک مرد بی‌نظیر می‌دانستند اما اخباری در ژانویه ۲۰۰۸ منتشر شد که همه را شوکه کرد:
آرایشگری به نام Aimee Walton به روزنامه sun گفت: من درحالی‌که مست بودم با اشلی عشق بازی زیادی کردم و همدیگر را می‌بوسیدیم و در نهایت با هم سکس داشتیم!
اما این تنها شوک مسئله نبود بلکه Brooke Healy مدل Glamour در دسامبر ۲۰۰۶ گفت: من یک شب بسیار رمانتیک را با اشلی گذراندم و با هم روابط sexual داشتیم…
بعد از آن در کار جدیدی که Girls Aloud داشت انجام می‌داد با نام Can’t Speak French شریل بدون انگشتر خود ظاهر شد البته بعداً در نوامبر ۲۰۰۹ در مطلبی که در twitter گذاشته بود مجدد می‌شد انگشتر را در دستان او دید و یک پیغام گذاشته بود:
“۳ words; Diamonds Are Forever”
اما بد نیست بدانیم شریل را با چه عناوینی می‌شناسند و او سمبل چه چیزهایی است…
بعد از حضور بسیار موفقیت‌آمیز شریل در X Factor رادیو و تلویزیون نام the nation’s new sweetheart رو برای او برگزیدند.
همچنین نقاشی هنری بسیار زیبایی توسط Lee Jones برای شریل کشیده شد که نام Angel Of The North را برای این نقاشی برگزید. او گفت به نظر من شریل یک نمونه کامل در قرن ۲۱ است که هرکسی او را ببیند دوستش دارد و این در دنیای امروزه حیرت‌انگیز است.
اما شریل بعد از اینکه مقام هفتم در FHM’s 100 sexiest women در سال ۲۰۰۸ را به‌دست آورد به عنوان sex symbol هم رسید.
هم چنین شریل در سال ۲۰۰۹ برای Sexiest Woman In The World هم رأی آورد.
او همچنین به عنوان مدل برتر رکورد British Vogue را در سال ۲۰۰۹ شکست و در کاور Elle هم دیده شد؛ و در پاییز ۲۰۰۹ چهره جدید L’Oreal شد…
اون در سال ۲۰۱۷ در کنسرت به عنوان احمقانه‌ترین چهره شناخته شد.